# Matthew Ebden
Matthew Ebden (ur. 26 listopada 1987 w Durbanie) – australijski tenisista, reprezentant kraju w Pucharze Davisa, zwycięzca Wimbledonu 2022 i Australian Open 2024 w grze podwójnej oraz Australian Open 2013 w grze mieszanej, złoty medalista igrzysk olimpijskich z Paryża (2024) w grze podwójnej, lider rankingu ATP deblistów.

## Kariera tenisowa
Karierę zawodową rozpoczął w 2005 roku.
Startując w zawodach singlowych, jest finalistą 1 turnieju rangi ATP Tour.
W grze podwójnej Ebden wygrał 12 turniejów z cyklu ATP Tour, w tym Wimbledon 2022, Australian Open 2024 i zmagania na igrzyskach olimpijskich w Paryżu (2024), a także uczestniczył w 13 przegranych finałach.
W styczniu 2013 roku Ebden wywalczył razem z Jarmilą Gajdošovą tytuł mistrzowski podczas wielkoszlemowego Australian Open w grze mieszanej. Para australijska grała w zawodach z dziką kartą, a w finale pokonali 6:3, 7:5 Lucie Hradecką i Františka Čermáka. W 2021 roku w parze z Samanthą Stosur ponownie osiągnął finał miksta podczas Australian Open, jednak tym razem w meczu mistrzowskim Australijczycy nie sprostali Barborze Krejčíkovej i Rajeevowi Ramowi. Podczas Wimbledonu w 2022 roku razem ze Stosur awansowali do finału gry mieszanej, w którym lepsi okazali się obrońcy tytułu, Desirae Krawczyk i Neal Skupski.
W 2024 roku wystąpił na igrzyskach olimpijskich w Paryżu, przegrywając w pierwszej rundzie singla i ćwierćfinale miksta. W deblu razem z Johnem Peersem zdobyli złoty medal, pokonując w finale Austina Krajicka i Rajeeva Rama 6:7(6), 7:6(1), 10–8.
W 2012 zadebiutował w reprezentacji Australii w Pucharze Davisa. Podczas edycji turnieju z lat 2022 i 2023 awansował z drużną do finałów.
Najwyżej w rankingu singlistów był na 39. miejscu (22 października 2018), natomiast w rankingu deblistów na 1. miejscu (26 lutego 2024).

### Finały w turniejach ATP Tour
| Legenda                                      |
| -------------------------------------------- |
| Wielki Szlem                                 |
| Igrzyska olimpijskie                         |
| Tennis Masters Cup / ATP Finals              |
| ATP Masters Series / ATP Tour Masters 1000   |
| ATP International Series Gold / ATP Tour 500 |
| ATP International Series / ATP Tour 250      |

#### Gra pojedyncza (0–1)
| Końcowy wynik | Nr | Data          | Turniej | Nawierzchnia | Przeciwnik | Wynik finału |
| ------------- | -- | ------------- | ------- | ------------ | ---------- | ------------ |
| Finalista     | 1. | 23 lipca 2017 | Newport | Trawiasta    | John Isner | 3:6, 6:7(4)  |

#### Gra podwójna (12–13)
| Końcowy wynik | Nr  | Data                 | Turniej                    | Nawierzchnia  | Partner            | Przeciwnicy                                | Wynik finału                        |
| ------------- | --- | -------------------- | -------------------------- | ------------- | ------------------ | ------------------------------------------ | ----------------------------------- |
| Zwycięzca     | 1.  | 10 lipca 2011        | Newport                    | Trawiasta     | Ryan Harrison      | Johan Brunström Adil Shamasdin             | 4:6, 6:3, 10–5                      |
| Zwycięzca     | 2.  | 24 lipca 2011        | Atlanta                    | Twarda        | Alex Bogomolov Jr. | Matthias Bachinger Frank Moser             | 3:6, 7:5, 10–8                      |
| Finalista     | 1.  | 14 stycznia 2012     | Sydney                     | Twarda        | Jarkko Nieminen    | Bob Bryan Mike Bryan                       | 1:6, 4:6                            |
| Zwycięzca     | 3.  | 22 lipca 2012        | Atlanta                    | Twarda        | Ryan Harrison      | Xavier Malisse Michael Russell             | 6:3, 3:6, 10–6                      |
| Zwycięzca     | 4.  | 1 marca 2014         | Acapulco                   | Twarda        | Kevin Anderson     | Feliciano López Maks Mirny                 | 6:3, 6:3                            |
| Finalista     | 2.  | 25 maja 2019         | Genewa                     | Ceglana       | Robert Lindstedt   | Oliver Marach Mate Pavić                   | 4:6, 4:6                            |
| Finalista     | 3.  | 28 lutego 2021       | Singapur                   | Twarda (hala) | John-Patrick Smith | Sander Gillé Joran Vliegen                 | 2:6, 3:6                            |
| Finalista     | 4.  | 29 stycznia 2022     | Australian Open, Melbourne | Twarda        | Max Purcell        | Thanasi Kokkinakis Nick Kyrgios            | 5:7, 4:6                            |
| Zwycięzca     | 5.  | 9 kwietnia 2022      | Houston                    | Ceglana       | Max Purcell        | Ivan Sabanov Matej Sabanov                 | 6:3, 6:3                            |
| Finalista     | 5.  | 12 czerwca 2022      | ’s-Hertogenbosch           | Trawiasta     | Max Purcell        | Wesley Koolhof Neal Skupski                | 6:4, 5:7, 6–10                      |
| Zwycięzca     | 6.  | 9 lipca 2022         | Wimbledon, Londyn          | Trawiasta     | Max Purcell        | Nikola Mektić Mate Pavić                   | 7:6(5), 6:7(3), 4:6, 6:4, 7:6(10–2) |
| Zwycięzca     | 7.  | 27 sierpnia 2022     | Winston-Salem              | Twarda        | Jamie Murray       | Hugo Nys Jan Zieliński                     | 6:4, 6:2                            |
| Finalista     | 6.  | 23 października 2022 | Neapol                     | Twarda        | John Peers         | Ivan Dodig Austin Krajicek                 | 3:6, 6:1, 8–10                      |
| Finalista     | 7.  | 19 lutego 2023       | Rotterdam                  | Twarda (hala) | Rohan Bopanna      | Ivan Dodig Austin Krajicek                 | 6:7(5), 6:2, 10–12                  |
| Zwycięzca     | 8.  | 24 lutego 2023       | Doha                       | Twarda        | Rohan Bopanna      | Constant Lestienne Botic van de Zandschulp | 6:7(5), 6:4, 10–6                   |
| Zwycięzca     | 9.  | 19 marca 2023        | Indian Wells               | Twarda        | Rohan Bopanna      | Wesley Koolhof Neal Skupski                | 6:3, 2:6, 10–8                      |
| Finalista     | 8.  | 6 maja 2023          | Madryt                     | Ceglana       | Rohan Bopanna      | Karen Chaczanow Andriej Rublow             | 3:6, 6:3, 3–10                      |
| Finalista     | 9.  | 8 września 2023      | US Open, Nowy Jork         | Twarda        | Rohan Bopanna      | Rajeev Ram Joe Salisbury                   | 6:2, 3:6, 4:6                       |
| Finalista     | 10. | 15 października 2023 | Szanghaj                   | Twarda        | Rohan Bopanna      | Marcel Granollers Horacio Zeballos         | 7:5, 2:6, 7–10                      |
| Finalista     | 11. | 5 listopada 2023     | Paryż                      | Twarda (hala) | Rohan Bopanna      | Santiago González Édouard Roger-Vasselin   | 2:6, 7:5, 7–10                      |
| Finalista     | 12. | 13 stycznia 2024     | Adelaide                   | Twarda        | Rohan Bopanna      | Rajeev Ram Joe Salisbury                   | 5:7, 7:5, 9–11                      |
| Zwycięzca     | 10. | 27 stycznia 2024     | Australian Open, Melbourne | Twarda        | Rohan Bopanna      | Simone Bolelli Andrea Vavassori            | 7:6(0), 7:5                         |
| Zwycięzca     | 11. | 30 marca 2024        | Miami                      | Twarda        | Rohan Bopanna      | Ivan Dodig Austin Krajicek                 | 6:7(3), 6:3, 10–6                   |
| Finalista     | 13. | 28 czerwca 2024      | Eastbourne                 | Trawiasta     | John Peers         | Neal Skupski Michael Venus                 | 6:4, 6:7(2), 9–11                   |
| Zwycięzca     | 12. | 3 sierpnia 2024      | Paryż                      | Ceglana       | John Peers         | Austin Krajicek Rajeev Ram                 | 6:7(6), 7:6(1), 10–8                |

#### Gra mieszana (1–2)
| Końcowy wynik | Nr | Data             | Turniej                    | Nawierzchnia | Partnerka         | Przeciwnicy                     | Wynik finału |
| ------------- | -- | ---------------- | -------------------------- | ------------ | ----------------- | ------------------------------- | ------------ |
| Zwycięzca     | 1. | 27 stycznia 2013 | Australian Open, Melbourne | Twarda       | Jarmila Gajdošová | Lucie Hradecká František Čermák | 6:3, 7:5     |
| Finalista     | 1. | 20 lutego 2021   | Australian Open, Melbourne | Twarda       | Samantha Stosur   | Barbora Krejčíková Rajeev Ram   | 1:6, 4:6     |
| Finalista     | 2. | 7 lipca 2022     | Wimbledon, Londyn          | Trawiasta    | Samantha Stosur   | Desirae Krawczyk Neal Skupski   | 4:6, 3:6     |